# August Dresbach

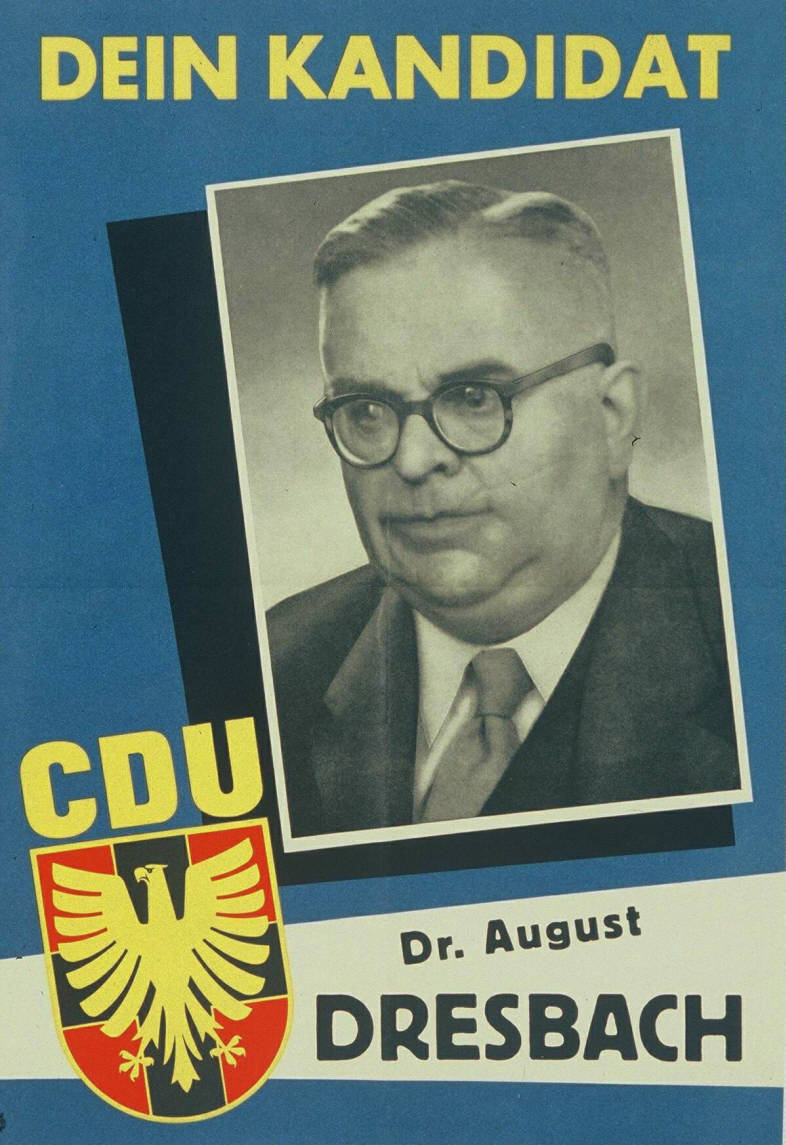
Kandidatenplakat August Dresbachs zur Bundestagswahl 1953

August Dresbach (* 13. November 1894 in Pergenroth, Kreis Gummersbach; † 4. Oktober 1968 in Ründeroth, Oberbergischer Kreis) war ein deutscher Politiker (CDU). Er war von 1945 bis 1951 Landrat des Oberbergischen Kreises, von 1946 bis 1947 ernanntes Mitglied des nordrhein-westfälischen Landtages und von 1949 bis 1965 Mitglied des Deutschen Bundestages.

## Leben und Beruf
Dresbach wuchs im Ohlhagen auf. Sechs Jahre lang besuchte er dort die Schule, anschließend die Oberrealschule in Gummersbach. Nach dem Abitur studierte Dresbach, der evangelischen Glaubens war, ab 1914 Rechts- und Staatswissenschaften in Göttingen, wo er seitdem Mitglied der Burschenschaft Hannovera war, Bonn und Heidelberg, wo er mit einer Dissertation über die Situation der Waldbröler Pflasterer zum Dr. phil. promoviert wurde. Im Ersten Weltkrieg, zu dem er sich als Kriegsfreiwilliger meldete, wurde sein Studium durch den Kriegsdienst mehrfach unterbrochen. Er kehrte aus dem Krieg als Leutnant der Reserve schwer verwundet zurück.
Nach dem Studium arbeitete er bis 1925 zunächst für die Handelskammern in Essen und Remscheid. 1923 wurde er von der französischen Besatzungsmacht im Ruhrgebiet verhaftet und zu sechs Monaten Gefängnis verurteilt. Von 1925 bis 1939 war er für die Kölnische Zeitung journalistisch tätig. Anschließend war er Referent im Landwirtschaftsamt in Düsseldorf, bevor er von 1941 bis 1943 erneut als Journalist, diesmal für die Frankfurter Zeitung, arbeitete. 1943/44 war er Referent der Landwirtschaftskammer in Wiesbaden. Ab 1944 war Dresbach zweiter Geschäftsführer der Gauwirtschaftskammer Köln-Aachen.
1946 wurde Dresbach Zweiter Hauptgeschäftsführer der IHK Köln und 1951 Hauptgeschäftsführer der IHK Essen.

## Politik
In der Weimarer Republik war Dresbach 1919 kurzzeitig Mitglied DNVP, ehe er der DVP beitrat. 1945 beteiligte er sich an der Gründung der CDU im Oberbergischen Kreis.
Da er nie Mitglied der NSDAP war, wurde August Dresbach am 7. Mai 1945 von den Alliierten als Landrat des Oberbergischen Kreises eingesetzt. Ab 1946 war er ehrenamtlicher Landrat, legte das Amt allerdings am 14. November 1951 nieder. Er war von 1947 bis 1951 Vorsitzender des Landkreistages von Nordrhein-Westfalen und von 1949 bis 1951 Präsident des Deutschen Landkreistages.
Dresbach war von 1946 bis 1947 Mitglied des Landtages von Nordrhein-Westfalen. Er gehörte dem Deutschen Bundestag seit der ersten Wahl 1949 bis 1965 an und vertrat dort als stets direkt gewählter Abgeordneter den Wahlkreis Oberbergischer Kreis. Von Dezember 1950 bis Oktober 1951 war er stellvertretender Vorsitzender des Bundestagsausschusses für Angelegenheiten der Inneren Verwaltung. Als Abgeordneter kritisierte Dresbach 1961 die Berufung seiner Fraktionskollegin Elisabeth Schwarzhaupt zur Bundesfamilienministerin, weil „eine Frau für ein solches Amt nicht trinkfest“ genug sei.

## Ehrungen
1955 erhielt August Dresbach den Orden wider den tierischen Ernst. Der Grund war, dass es ihm nach dem Protokoll des Bundestages gelang, während einer Debattenrede unter den Abgeordneten 46-mal „Heiterkeit“, mitunter sogar „stürmische Heiterkeit“ hervorzurufen.
1957 war Dresbach der erste Preisträger des vom Bund der Steuerzahler Deutschland gestifteten Karl-Bräuer-Preises, der für bedeutende publizistische oder wissenschaftliche Arbeiten verliehen wird, die die öffentliche Finanzwirtschaft betreffen.
1959 erfuhr er mehrere Ehrungen: Die Universität zu Köln verlieh ihm die Würde eines Dr. jur. h. c., die Gemeinde Ründeroth benannte die August-Dresbach-Straße nach ihm und der Deutsche Landkreistag ernannte ihn zum Ehrenmitglied. August Dresbach, der Mitglied der Raabe-Gesellschaft war, erhielt 1960 deren Medaille. Die Universität Göttingen zeichnete ihn 1964 mit der Johann-Stephan-Pütter-Medaille aus. 1978 erhielt ein Weg im Ortsteil Ohlhagen in der Gemeinde Reichshof, in dem Dresbach bis 1955 gewohnt hatte, die Bezeichnung August-Dresbach-Weg.

## Veröffentlichungen
- Vom deutschen Osten und seiner Landwirtschaft, Köln: Kölnische Zeitung, 1929
- Landwirtschaftliche Fahrt durch Frankreich, Köln: Kölnische Zeitung, 1929
- Kommune und Wirtschaft, Köln: Kölnische Zeitung, 1929
- Kritische Begleitworte zum Verwaltungsaufbau im westlichen Kontrollratsdeutschland, Stuttgart und Köln, Kohlhammer, 1949
- Die legitime öffentliche Wirtschaft unter besonderer Berücksichtigung des Sparkassenwesens, München: Bayerischer Sparkassen- und Giroverband, 1954
- Angst vor Geldeigentum?, Frankfurt: Frankfurter Allgemeine Zeitung, 1955